# Вуковар 1991
Вуковар 1991 (хорв. HNK Vukovar 1991) — хорватський футбольний клуб із міста Вуковар.

## Історія
Заснований у лютому 2012 року після того, як команда «Вуковар '91», який грав у вищому дивізіоні Хорватії, був розпущений через банкрутство.
Вже після першого сезону нова команда підвищилась із четвертого дивізіону до третього. У сезоні 2022–23 років «Вуковар 1991» підвищився до першого дивізіону.
З 2024 року команду очолює відомий у минулому хорватський футболіст Гордон Шильденфельд.
У сезоні 2024–25 років клуб виграв Першу хорватську футбольну лігу і таким чином уперше після 25 років, ураховуючи результати «Вуковара '91», вийшов до найвищого дивізіону хорватського футболу.
Через те, що стадіон клубу не відповідає вимогам Хорватської футбольної ліги, вони гратимуть свої домашні матчі сезону 2025–26 років на стадіоні Цибалія у сусідньому місті Вінковці.

## Досягнення
Перша ліга
- Переможець (1): 2024–25